# Circonscription du pays de Galles
Cet article concerne une circonscription du Parlement européen. Pour les circonscriptions parlementaires galloises de la Chambres des communes, voir Liste des circonscriptions électorales britanniques. Pour les circonscriptions du Senedd, voir Circonscriptions et régions électorales du Senedd.
Le pays de Galles est une circonscription du Parlement européen. Elle disparaît en 2020 à la suite du retrait du Royaume-Uni de l'Union européenne (Brexit).

## Frontières
La circonscription électorale correspond aux frontières du pays de Galles, l'une des quatre nations constituantes du Royaume-Uni,.

## Historique
Il a été formé à la suite de l'European Parliamentary Elections Act 1999, le remplacement d'un certain nombre de circonscriptions uninominales. C'étaient Mid and West Wales, North Wales, South Wales Central, South Wales East, and South Wales West.
| MEPs pour les anciennes circonscriptions du pays de Galles, 1979–1999 | MEPs pour les anciennes circonscriptions du pays de Galles, 1979–1999 | MEPs pour les anciennes circonscriptions du pays de Galles, 1979–1999 | MEPs pour les anciennes circonscriptions du pays de Galles, 1979–1999 | MEPs pour les anciennes circonscriptions du pays de Galles, 1979–1999 | MEPs pour les anciennes circonscriptions du pays de Galles, 1979–1999 | MEPs pour les anciennes circonscriptions du pays de Galles, 1979–1999 | MEPs pour les anciennes circonscriptions du pays de Galles, 1979–1999 | MEPs pour les anciennes circonscriptions du pays de Galles, 1979–1999 | MEPs pour les anciennes circonscriptions du pays de Galles, 1979–1999 |
| Élection                                                              |                                                                       | 1979 – 1984                                                           |                                                                       | 1984 – 1989                                                           |                                                                       | 1989 – 1994                                                           |                                                                       | 1994 – 1999                                                           |                                                                       |
| --------------------------------------------------------------------- | --------------------------------------------------------------------- | --------------------------------------------------------------------- | --------------------------------------------------------------------- | --------------------------------------------------------------------- | --------------------------------------------------------------------- | --------------------------------------------------------------------- | --------------------------------------------------------------------- | --------------------------------------------------------------------- | --------------------------------------------------------------------- |
| North Wales                                                           |                                                                       | Beata Brookes Conservateur                                            | Beata Brookes Conservateur                                            | Beata Brookes Conservateur                                            |                                                                       | Joe Wilson Travailliste                                               | Joe Wilson Travailliste                                               | Joe Wilson Travailliste                                               |                                                                       |
| Mid and West Wales                                                    |                                                                       | Ann Clwyd Travailliste                                                |                                                                       | David Morris Travailliste                                             | David Morris Travailliste                                             | David Morris Travailliste                                             |                                                                       | Eluned Morgan Travailliste                                            |                                                                       |
| South East Wales (1979–1984) South Wales East (1984–1999)             |                                                                       | Allan Rogers Travailliste                                             |                                                                       | Llew Smith Travailliste                                               | Llew Smith Travailliste                                               | Llew Smith Travailliste                                               |                                                                       | Glenys Kinnock Travailliste                                           |                                                                       |
| South Wales                                                           |                                                                       | Win Griffiths Travailliste                                            |                                                                       | Wayne David Travailliste                                              | Wayne David Travailliste                                              | Wayne David Travailliste                                              | Circonscription aboli                                                 | Circonscription aboli                                                 | Circonscription aboli                                                 |
| South Wales Central                                                   | Circonscription pas établie                                           | Circonscription pas établie                                           | Circonscription pas établie                                           | Circonscription pas établie                                           | Circonscription pas établie                                           | Circonscription pas établie                                           |                                                                       | Wayne David Travailliste                                              |                                                                       |
| South Wales West                                                      | Circonscription pas établie                                           | Circonscription pas établie                                           | Circonscription pas établie                                           | Circonscription pas établie                                           | Circonscription pas établie                                           | Circonscription pas établie                                           |                                                                       | David Morris Travailliste                                             |                                                                       |

## Nouveaux membres
| MEPs pour le pays de Galles, à partir de 1999 | MEPs pour le pays de Galles, à partir de 1999 | MEPs pour le pays de Galles, à partir de 1999 | MEPs pour le pays de Galles, à partir de 1999 | MEPs pour le pays de Galles, à partir de 1999 | MEPs pour le pays de Galles, à partir de 1999 | MEPs pour le pays de Galles, à partir de 1999 | MEPs pour le pays de Galles, à partir de 1999 | MEPs pour le pays de Galles, à partir de 1999                                  | MEPs pour le pays de Galles, à partir de 1999                                  | MEPs pour le pays de Galles, à partir de 1999                                  | MEPs pour le pays de Galles, à partir de 1999 |
| --------------------------------------------- | --------------------------------------------- | --------------------------------------------- | --------------------------------------------- | --------------------------------------------- | --------------------------------------------- | --------------------------------------------- | --------------------------------------------- | ------------------------------------------------------------------------------ | ------------------------------------------------------------------------------ | ------------------------------------------------------------------------------ | --------------------------------------------- |
| Élection                                      |                                               | 1999 (5e parlement)                           |                                               | 2004 (6e parlement)                           |                                               | 2009 (7e parlement)                           |                                               | 2014 (8e parlement)                                                            |                                                                                | 2019 (9e parlement)                                                            |                                               |
| MEP Parti                                     |                                               | Jonathan Evans Conservateur                   | Jonathan Evans Conservateur                   | Jonathan Evans Conservateur                   |                                               | Kay Swinburne Conservateur                    | Kay Swinburne Conservateur                    | Kay Swinburne Conservateur                                                     |                                                                                | James Wells Brexit Party                                                       |                                               |
| MEP Parti                                     |                                               | Eluned Morgan Travailliste                    | Eluned Morgan Travailliste                    | Eluned Morgan Travailliste                    |                                               | John Bufton UKIP                              |                                               | Nathan Gill UKIP (until 2018) Indépendant (2018–2019) Brexit Party (from 2019) | Nathan Gill UKIP (until 2018) Indépendant (2018–2019) Brexit Party (from 2019) | Nathan Gill UKIP (until 2018) Indépendant (2018–2019) Brexit Party (from 2019) |                                               |
| MEP Parti                                     |                                               | Glenys Kinnock Travailliste                   | Glenys Kinnock Travailliste                   | Glenys Kinnock Travailliste                   |                                               | Derek Vaughan Travailliste                    | Derek Vaughan Travailliste                    | Derek Vaughan Travailliste                                                     |                                                                                | Jackie Jones Travailliste                                                      |                                               |
| MEP Parti                                     |                                               | Jill Evans Plaid Cymru                        | Jill Evans Plaid Cymru                        | Jill Evans Plaid Cymru                        | Jill Evans Plaid Cymru                        | Jill Evans Plaid Cymru                        | Jill Evans Plaid Cymru                        | Jill Evans Plaid Cymru                                                         | Jill Evans Plaid Cymru                                                         | Jill Evans Plaid Cymru                                                         |                                               |
| MEP Parti                                     |                                               | Eurig Wyn Plaid Cymru                         | Siège aboli                                   | Siège aboli                                   | Siège aboli                                   | Siège aboli                                   | Siège aboli                                   | Siège aboli                                                                    | Siège aboli                                                                    | Siège aboli                                                                    | Siège aboli                                   |

|  | UK Independence Party            | 22 |  | Europe of Freedom and Direct Democracy        | 45  |
|  | Conservateur                     | 20 |  | European Conservatives and Reformists         | 73  |
|  | Ulster Unionist Party            | 1  |  | European Conservatives and Reformists         | 73  |
|  | Labour Party                     | 20 |  | Socialists and Democrats                      | 190 |
|  | Green Party of England and Wales | 3  |  | The Greens–European Free Alliance             | 50  |
|  | Scottish National Party          | 2  |  | The Greens–European Free Alliance             | 50  |
|  | Plaid Cymru                      | 1  |  | The Greens–European Free Alliance             | 50  |
|  | Liberal Democrats                | 1  |  | Alliance of Liberals and Democrats for Europe | 70  |
|  | Sinn Féin                        | 1  |  | European United Left–Nordic Green Left        | 52  |
|  | Independent                      | 1  |  | Europe of Nations and Freedom                 | 36  |
|  | Democratic Unionist Party        | 1  |  | Non-Inscrits                                  | 16  |

## Résultats élection

### Élections dans les années 2010
Les candidats élus sont indiqués en gras. Entre parenthèses indiquent le nombre de votes par siège.

Carte montrant le plus haut parti électoral par zone de dépouillement lors des élections au Parlement européen de 2019;
Brexit Party
Plaid Cymru

| Élections européennes de 2019: Wales, | Élections européennes de 2019: Wales, | Élections européennes de 2019: Wales,                                | Élections européennes de 2019: Wales, | Élections européennes de 2019: Wales, | Élections européennes de 2019: Wales, |
| Liste                                 | Liste                                 | Candidats                                                            | Votes                                 | %                                     | ±                                     |
| ------------------------------------- | ------------------------------------- | -------------------------------------------------------------------- | ------------------------------------- | ------------------------------------- | ------------------------------------- |
|                                       | Brexit                                | Nathan Gill (1) James Wells (3) Gethin James, Julie Price            | 271,404 (135,702)                     | 32,46                                 | 32.46                                 |
|                                       | Plaid Cymru                           | Jill Evans (2) Carmen Smith, Patrick McGuinness, Ioan Bellin         | 163,928                               | 19,60                                 | 4.34                                  |
|                                       | Travailliste                          | Jacqueline Jones (4) Matthew Dorrance, Mary Wimbury, Mark Whitcutt   | 127,833                               | 15,29                                 | 12.86                                 |
|                                       | Libéral Démocrate                     | Sam Bennett, Donna Lalek, Alistair Cameron, Andrew Parkhurst         | 113,885                               | 13,62                                 | 9.67                                  |
|                                       | Conservateur                          | Daniel Boucher, Craig Lawton, Fay Jones, Tomos Davies                | 54,587                                | 6,53                                  | 10.90                                 |
|                                       | Green                                 | Anthony Slaughter, Ian Chandler, Ceri Davies, Duncan Rees            | 52,660                                | 6,30                                  | 1.76                                  |
|                                       | UKIP                                  | Kristian Hicks, Keith Edwards, Thomas Harrison, Robert McNeil-Wilson | 27,566                                | 3,30                                  | 24.25                                 |
|                                       | Change UK                             | Jon Owen Jones, June Davies, Matthew Paul, Sally Anne Stephenson     | 24,332                                | 2,91                                  | 2.91                                  |
| Participation                         | Participation                         | Participation                                                        | 836,195                               | 37,1                                  | 5.6                                   |

#### Sondages d'opinion 2019
| Date(s)        | Organisme de sondage/client | Échantillon | Lab            | UKIP       | Con   | Plaid | Green | Lib Dems | Brexit | Change UK | Autres | Mener |     |     |    |    |     |
| -------------- | --------------------------- | ----------- | -------------- | ---------- | ----- | ----- | ----- | -------- | ------ | --------- | ------ | ----- | --- | --- | -- | -- | --- |
| Date(s)        | Organisme de sondage/client | Échantillon | 16–20 mai 2019 | YouGov/ITV | 1,009 | 15%   | 2%    | 7%       | 19%    | 8%        | Autres | Mener | 10% | 36% | 2% | 0% | 17% |
| 10–15 mai 2019 | YouGov/Plaid Cymru          | 1,133       | 18%            | 3%         | 7%    | 16%   | 8%    | 10%      | 33%    | 4%        | 0%     | 15%   |     |     |    |    |     |
| 2–5 avril 2019 | YouGov/ITV                  | 1,025       | 30%            | 11%        | 16%   | 15%   | 5%    | 6%       | 10%    | 8%        | 1%     | 14%   |     |     |    |    |     |
| 22 mai 2014    | 2014 EU election results    | 733,060     | 28.2%          | 27.6%      | 17.4% | 15.3% | 4.5%  | 4.0%     | N/A    | N/A       | 3.2%   | 0.6%  |     |     |    |    |     |

90/5000
Une carte décrivant le parti électoral le plus élevé de chaque parti politique au pays de Galles par zone unitaire ;
Travailliste
UKIP
Conservateur
Plaid Cymru

| Suffrages exprimés | Suffrages exprimés                                            | Suffrages exprimés | 733 060   |             |       |  |
|                    |                                                               |                    |           |             |       |  |
|                    | Candidat                                                      | Parti              | Suffrages | Pourcentage | Var.  |  |
|                    | Derek Vaughan Jayne Bryant, Alex Thomas, Christina Rees,      | Travailliste       | 206 332   | 28,15 %     | +7.9  |  |
|                    | Nathan Gill James Cole, Caroline Jones, David Rowlands,       | UKIP               | 201 983   | 27,55 %     | +14.8 |  |
|                    | Kay Swinburne Aled Davies, Dan Boucher, Richard Hopkin,       | Conservateur       | 127 742   | 17,43 %     | -3.8  |  |
|                    | Jill Evans Marc Jones, Stephen Cornelius, Ioan Bellin,        | Plaid Cymru        | 111 864   | 15,26 %     | -3.3  |  |
|                    | Pippa Bartolotti, John Matthews, Chris Were, Rosemary Cutler, | Green              | 33 275    | 4,54 %      | -1.0  |  |
|                    | Alec Dauncey, Robert Speht, Jackie Radford, Bruce Roberts     | Libéral Démocrate  | 28 930    | 3,95 %      | -6.7  |  |
|                    | Mike Whitby, Laurence Reid, Jean Griffin, Gary Tumulty        | BNP                | 7 655     | 1,04 %      | -4.4  |  |
|                    | Paul Golding, Anthony Golding, Christine Smith, Anne Elstone  | Britain First      | 6 633     | 0,9 %       | 0.00  |  |
|                    | Andrew Jordan, Katherine Jones, David Lloyd Jones, Liz Screen | Socialist Labour   | 4 459     | 0,61 %      | -1.2  |  |
|                    | Robert Griffiths, Claire Job, Steve Skelly, Laura Picand      | NO2EU              | 2 803     | 0,38 %      | -0.9  |  |
|                    | Brian Johnson, Richard Cheney, Ed Blewitt, Howard Moss,       | Socialist (GB)     | 1 384     | 0,19 %      | 0.00  |  |

#### Sondages d'opinion 2014
| Date(s)            | Organisme de sondage/client       | Échantillon | Con         | Lab                               | Plaid   | UKIP  | Lib Dems | Autres | Mener |       |       |      |      |      |
| ------------------ | --------------------------------- | ----------- | ----------- | --------------------------------- | ------- | ----- | -------- | ------ | ----- | ----- | ----- | ---- | ---- | ---- |
| Date(s)            | Organisme de sondage/client       | Échantillon | 22 mai 2014 | EU election, 2014 (Wales) Results | 733,060 | 17.4% | 28.2%    | Autres | Mener | 15.3% | 27.6% | 4.0% | 7.7% | 0.6% |
| 12–14 mai 2014     | YouGov/ITV                        | 1,092       | 16%         | 33%                               | 15%     | 23%   | 7%       | 7%     | 10%   |       |       |      |      |      |
| 11–22 avril 2014   | YouGov/Cardiff University         | 1,027       | 18%         | 39%                               | 11%     | 20%   | 7%       | 6%     | 19%   |       |       |      |      |      |
| 10–12 février 2014 | YouGov/ITV                        | 1,250       | 17%         | 39%                               | 12%     | 18%   | 7%       | 7%     | 21%   |       |       |      |      |      |
| 2–4 Dec 2013       | YouGov/ITV                        | 1,001       | 20%         | 41%                               | 13%     | 13%   | 8%       | 5%     | 21%   |       |       |      |      |      |
| 4 juin 2009        | EU election, 2009 (Wales) Results | 684,520     | 21.2%       | 20.3%                             | 18.5%   | 12.8% | 10.7%    | 16.6%  | 0.9%  |       |       |      |      |      |

### Élections dans les années  2000
| Suffrages exprimés | Suffrages exprimés                                                | Suffrages exprimés | 684 520   |             |       |  |
|                    |                                                                   |                    |           |             |       |  |
|                    | Candidat                                                          | Parti              | Suffrages | Pourcentage | Var.  |  |
|                    | Kay Swinburne Evan Price, Emma Greenow, David Chipp               | Conservateur       | 145 193   | 21,21 %     | +1.8  |  |
|                    | Derek Vaughan Lisa Stevens, Rachel Maycock, Leighton Veale        | Travailliste       | 138 852   | 20,28 %     | -12.2 |  |
|                    | Jill Evans Eurig Wyn, Ioan Bellin, Natasha Asghar                 | Plaid Cymru        | 126 702   | 18,51 %     | +1.1  |  |
|                    | John Bufton David Bevan, Kevin Mahoney, David Rowlands            | UKIP               | 87 585    | 12,8 %      | +2.3  |  |
|                    | Alan Butt Phillip, Kevin O'Connor, Nick Tregoning, Jackie Radford | Libéral Démocrate  | 73 082    | 10,68 %     | +0.2  |  |
|                    | Jake Griffiths, Kay Roney, Ann Were, John Matthews                | Green              | 38 160    | 5,57 %      | +2.0  |  |
|                    | Ennys Hughes, Laurence Read, Clive Bennett, Kevin Edwards         | BNP                | 37 114    | 5,42 %      | +2.5  |  |
|                    | Jeffrey Green, David Griffiths, Alun Owen, John Harrold           | Christian Party    | 13 037    | 1,9 %       | N/A   |  |
|                    | Robert English, Richard Booth, Liz Screen, Judith Sambrook        | Socialist Labour   | 12 402    | 1,81 %      | N/A   |  |
|                    | Robert Griffiths, Rob Williams, Laura Picand, Trevor Jones        | NO2EU              | 8 600     | 1,26 %      | N/A   |  |
|                    | Paul Sabanskis, James Eustace, Neil Morgan, Steven Partridge      | Jury Team          | 3 793     | 0,55 %      | N/A   |  |

| Suffrages exprimés | Suffrages exprimés                                                                     | Suffrages exprimés         | 917 686   |             |       |  |
|                    |                                                                                        |                            |           |             |       |  |
|                    | Candidat                                                                               | Parti                      | Suffrages | Pourcentage | Var.  |  |
|                    | Glenys Kinnock, Eluned Morgan Gareth Williams, Gwennan Jeremiah                        | Travailliste               | 297 810   | 32,45 %     | +0.6  |  |
|                    | Jonathan Evans Owen Williams, Felicity Elphick, Albert Fox                             | Conservateur               | 177 771   | 19,37 %     | -3.3  |  |
|                    | Jill Evans Jon Blackwood, Eilian Williams, Gwenllian Lansdown                          | Plaid Cymru                | 159 888   | 17,42 %     | -12.2 |  |
|                    | David Rowlands, Clive Easton, Elizabeth Phillips, Timothy Jenkins                      | UKIP                       | 96 677    | 10,53 %     | +7.4  |  |
|                    | David John Williams, Alison Goldsworthy, Nicholas Tregoning, Nilmini Priyanga de Silva | Libéral Démocrate          | 96 116    | 10,47 %     | +2.3  |  |
|                    | Martyn Shrewsbury, Molly Scott Cato, David Bradney, Dorienne Robinson                  | Green                      | 32 761    | 3,57 %      | +1.0  |  |
|                    | John Walker, Pauline Gregory, James Roberts, Mark Stringfellow                         | BNP                        | 27 135    | 2,96 %      | N/A   |  |
|                    | Ron Davies, Wendy Paintsil, Janet Williams, Graham Jones                               | Forward Wales              | 17 280    | 1,88 %      | N/A   |  |
|                    | Catherine Smith, Christine West, Joseph Biddulph, Robert Evans                         | Christian Democratic Party | 6 821     | 0,74 %      | N/A   |  |
|                    | Helen Griffin, Huw Williams, Raja Gul Raiz, Taran O'Sullivan                           | RESPECT                    | 5 427     | 0,59 %      | N/A   |  |

### Élections dans les années  1990
| Suffrages exprimés | Suffrages exprimés                                                                            | Suffrages exprimés    | 626 425   |             |      |  |
|                    |                                                                                               |                       |           |             |      |  |
|                    | Candidat                                                                                      | Parti                 | Suffrages | Pourcentage | Var. |  |
|                    | Glenys Kinnock, Eluned Morgan Joe Wilson, Gareth Williams, Jane Hutt                          | Travailliste          | 199 690   | 31,88 %     | N/A  |  |
|                    | Jill Evans, Eurig Wyn Marc Phillips, Susanna Perkins, Owain Llywelyn                          | Plaid Cymru           | 185 235   | 29,57 %     | N/A  |  |
|                    | Jonathan Evans Chris Butler, Owen John Williams, Robert Buckland, Edmund Hayward              | Conservateur          | 142 631   | 22,77 %     | N/A  |  |
|                    | Roger Roberts, Peter Price, Alistair Cameron, Juliana Hughes, John Dixon                      | Libéral Démocrate     | 51 283    | 8,19 %      | N/A  |  |
|                    | Dai Rees, Niall Warry, Idris Richard Francis, Alan Barham, David Lloyd                        | UKIP                  | 19 702    | 3,15 %      | N/A  |  |
|                    | Molly Scott Cato, Klaus Armstrong-Braun, Sue Walker, Rachel Kalela, John Matthews             | Green                 | 16 146    | 2,58 %      | N/A  |  |
|                    | William Powell, Jennifer Harris, Antonio Fernandes-Vidal, Alan Morris, Christopher Hodgkinson | Pro-Euro Conservative | 5 834     | 0,93 %      | N/A  |  |
|                    | Elizabeth Screen, Darren Hickery, Stephen Bell, Miriam Bowen, George Tafarides                | Socialist Labour      | 4 283     | 0,68 %      | N/A  |  |
|                    | David Hughes, Brian Francis, Helen Evans, Andrea Jarman, John Ashforth                        | Natural Law           | 1 621     | 0,26 %      | N/A  |  |